# Apple River (Illinois)
Appel River ist ein Village im Jo Daviess County im äußersten Nordwesten des US-amerikanischen Bundesstaates Illinois. Im Jahre 2020 hatte Apple River 347 Einwohner.

## Geografie
Apple River liegt auf 42°30'11" nördlicher Breite und 90°05'50" westlicher Länge. Der Ort erstreckt sich über 5 km², die ausschließlich aus Landfläche bestehen.
Durch Apple River, das unmittelbar an der Grenze zum Bundesstaat Wisconsin liegt, führen keine Straßen von staats- oder landesweiter Bedeutung. Der Ort liegt 38 km östlich des Mississippi River, der die Grenze nach Iowa bildet.
Nach Dubuque in Iowa sind es von Apple River 54 km in westlicher Richtung, Wisconsins Hauptstadt Madison ist 107 km in nordöstlicher Richtung entfernt, über das 107 km entfernte Rockford sind es in südöstlicher Richtung 254 km bis Chicago und die Quad Cities liegen 150 km im Süden.

## Demografische Daten
Bei der Volkszählung im Jahre 2000 wurde eine Einwohnerzahl von 379 ermittelt. Diese verteilten sich auf 159 Haushalte in 102 Familien. Die Bevölkerungsdichte lag bei 185,2/km². Es gab 187 Gebäude, was einer Bebauungsdichte von 91,4/km² entspricht.
Die Bevölkerung bestand im Jahre 2000 aus 98,94 % Weißen, 0,79 % Afroamerikanern. 0,26 % gaben an, von beiden Gruppen abzustammen. 
27,7 % waren unter 18 Jahren, 5,3 % zwischen 18 und 24, 30,3 % von 25 bis 44, 19,5 % von 45 bis 64 und 17,2 % 65 und älter. Das durchschnittliche Alter lag bei 38 Jahren. Auf 100 Frauen kamen statistisch 98,4 Männer, bei den über 18-Jährigen 94,3.
Das durchschnittliche Einkommen pro Haushalt betrug $40.250, das durchschnittliche Familieneinkommen $51.042. Das Einkommen der Männer lag durchschnittlich bei $35.893, das der Frauen bei $21.103. Das Pro-Kopf-Einkommen belief sich auf $18.267. Rund 8,8 % der Familien und 10,2 % der Gesamtbevölkerung lagen mit ihrem Einkommen unter der Armutsgrenze.